# کورگاتوو
کورگاتوو (انگلیسی: Kurgatovo) یک شهرک در شهرستان مچتلینسکی استان باشقیرستان کشور روسیه است.